# Осинка (приток Оскуи)
Осинка  (Большая Осинка) — река в России, протекает по Маловишерскому и Чудовскому районам Новгородской области и по границе с Киришским районом Ленинградской области. До впадения Малой Осинки река называется Большая Осинка.
Большая Осинка вытекает из безымянного озера, расположенного между болотами Гладкий Мох и Харин Мох. Примерно через 5,5 км русло Большой Осинки теряется в болоте примерно на километр. В 5 км от устья, по правому берегу реки впадает река Малая Осинка. Устье Осинки находится в 41 км по правому берегу реки Оскуя. Длина Осинки и Большой Осинки составляет 32 км, площадь водосборного бассейна 110 км².
На левом берегу Большой Осинки стоит деревня Муратово Грузинского сельского поселения.

## Данные водного реестра
По данным государственного водного реестра России относится к Балтийскому бассейновому округу, водохозяйственный участок реки — Волхов, речной подбассейн реки — Волхов. Относится к речному бассейну реки Нева (включая бассейны рек Онежского и Ладожского озера).
Код объекта в государственном водном реестре — 01040200612102000018967.